# Parafia Opatrzności Bożej w Jodłówce-Wałkach
Parafia Opatrzności Bożej w Jodłówce-Wałkach – parafia rzymskokatolicka, znajdująca się w diecezji tarnowskiej, w dekanacie Tarnów Wschód. Od 2015 do 2022 roku proboszczem parafii był Ks. mgr Henryk Słąba. 13 sierpnia 2022  roku proboszczem został Ks. mgr Jan Majocha.